# Lukaskirche (Köln-Porz)

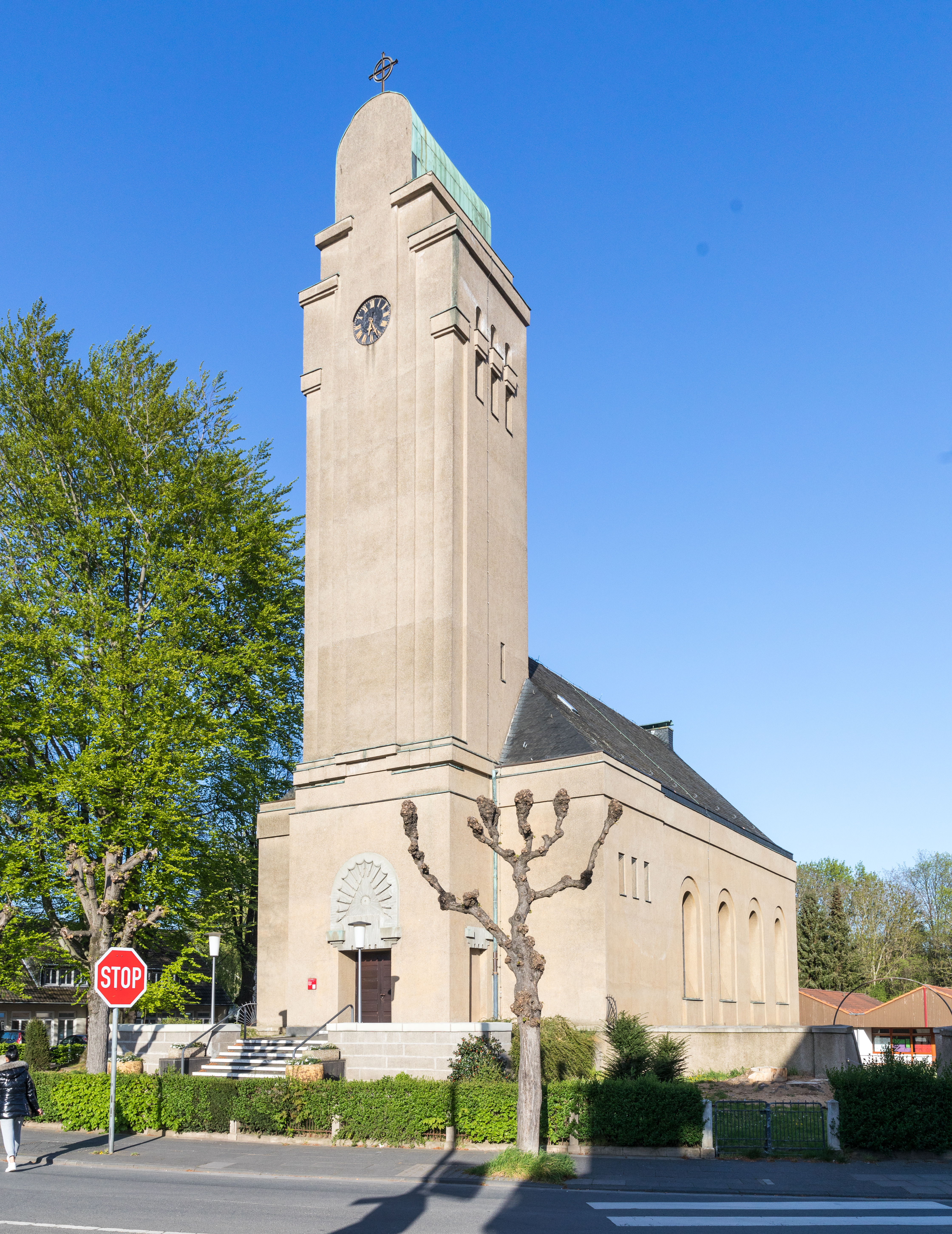
Lukaskirche, Westfassade (2020)

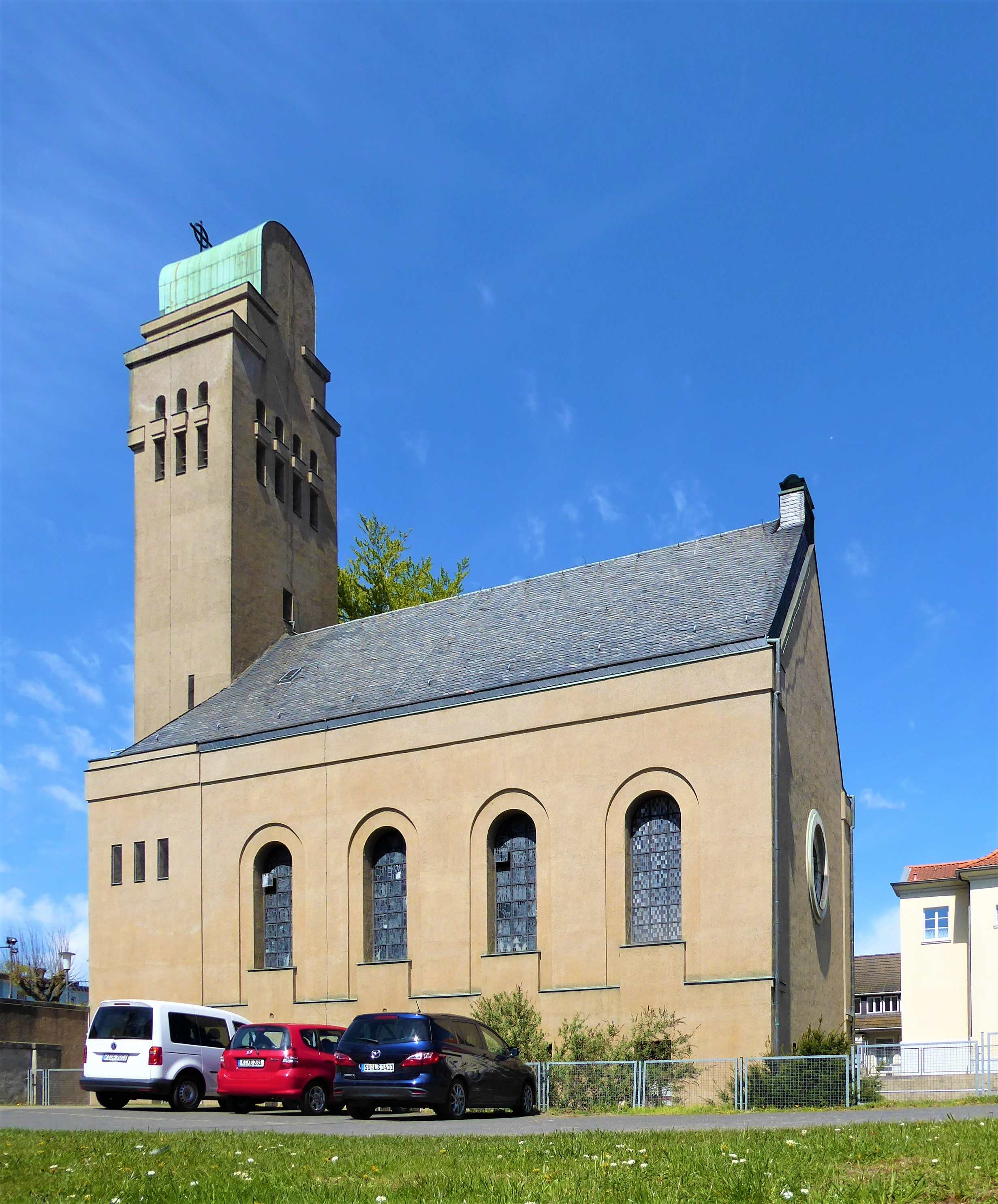
Lukaskirche, Ansicht von Süden (2021)

Die Lukaskirche in Köln-Porz ist ein Kirchengebäude der evangelischen Kirchengemeinde Porz, die zum Kirchenkreis Köln-Rechtsrheinisch der Evangelischen Kirche im Rheinland gehört. 
Sie wurde ab 1914 nach Plänen von Max Benirschke im Jugendstil erbaut, konnte jedoch wegen des Ersten Weltkrieges und der danach folgenden Weltwirtschaftskrise erst 1927 fertiggestellt werden. Im selben Jahr wurde die Kirche im Stil des Expressionismus ausgestattet.
Es handelt sich um eine Saalkirche mit einem Turm an der Westfassade, dessen zweistufiger Turmhelm mit einer Halbtonne als oberstem Abschluss sich am Hochzeitsturm von Joseph Maria Olbrich auf der Mathildenhöhe in Darmstadt orientiert. Über dem Eingangstor befindet sich eine Darstellung des Auges der Vorsehung.
Seit 1982 steht die Lukaskirche als Baudenkmal in Köln-Porz unter Denkmalschutz.